# Draba burkei
Draba burkei är en korsblommig växtart som först beskrevs av Charles Leo Hitchcock, och fick sitt nu gällande namn av Windham och Beilstein. Draba burkei ingår i släktet drabor, och familjen korsblommiga växter. Inga underarter finns listade i Catalogue of Life.